# Valganna
Valganna település Olaszországban, Varese megyében. Lakosainak száma 1576 fő (2023. január 1.). Valganna Arcisate, Bedero Valcuvia, Brinzio, Cugliate-Fabiasco, Induno Olona, Marzio, Cuasso al Monte, Cunardo és Marchirolo községekkel határos.

## Népesség
A település népességének változása:
| Népességfejlődés | Népességfejlődés | Népességfejlődés | Népességfejlődés | Népességfejlődés | Népességfejlődés | Népességfejlődés | Népességfejlődés | Népességfejlődés | Népességfejlődés | Népességfejlődés | Népességfejlődés | Népességfejlődés | Népességfejlődés | Népességfejlődés | Népességfejlődés | Népességfejlődés | Népességfejlődés |
| ---------------- | ---------------- | ---------------- | ---------------- | ---------------- | ---------------- | ---------------- | ---------------- | ---------------- | ---------------- | ---------------- | ---------------- | ---------------- | ---------------- | ---------------- | ---------------- | ---------------- | ---------------- |
| Év               | 1751             | 1805             | 1853             | 1871             | 1881             | 1901             | 1921             | 1951             | 1971             | 1991             | 2001             | 2011             | 2017             | 2018             | 2021             | 2023             |                  |
| Fő               | 498              | 716              | 1216             | 1075             | 1075             | 1081             | 1078             | 1278             | 1382             | 1483             | 1462             | 1584             | 1598             | 1623             | 1583             | 1576             |                  |

## Közlekedés
1904 és 1955 között a településnek vasútállomása volt.